# Arnoldas Bosas
Arnoldas Bosas (ur. 28 sierpnia 1990 w Kownie) – litewski hokeista, reprezentant Litwy.

## Kariera
- SC Energija (2007-2008)
- Sparta Praga U20 (2008)
- HC Benešov (2008-2011)
- SC Energija (2011)
- Baltica Wilno (2011)
- Arystan Temyrtau (2011-2013)
- Gorniak Rudnyj (2013-2014)
- HK Ałmaty (2014-2015)
- Orlik Opole (2015)
- Sheffield Steeldogs (2015-2017)
- EV Regensburg (2017-2018)
- Bayreuth Tigers (2018-2019)
- Hannover Indians (2019-2020)
- EHC Erfurt (2020-)

Urodził się w kilka miesięcy po odzyskaniu niepodległości przez Litwę. Występował w rodzimej lidze litewskiej, w czeskiej trzeciej lidze, w drugiej klasie rosyjskich rozgrywek juniorskich MHL-B. Od 2011 przez niespełna cztery sezony grał w trzech klubach ligi kazachskiej. Od stycznia 2014 zawodnik Orlika Opole w rozgrywkach Polskiej Hokej Ligi. Zawodnikiem Orlika był do 2015. Od sierpnia 2015 zawodnik angielskiego klubu Sheffield Steeldogs w lidze EPIHL. Odszedł z drużyny po sezonie 2016/2017. Od czerwca 2017 do kwietnia 2018 był zawodnikiem EV Regensburg. W maju 2018 przeszedł do innego niemieckiego klubu, Bayreuth Tigers, z którego odszedł w styczniu 2019. Wkrótce potem został zawodnikiem Hannover Indians. Odszedł z tego klubu w połowie 2020. W lipcu został zawodnikiem EHC Erfurt.
Został zawodnikiem reprezentacji Litwy. Występował w kadrach juniorskich do lat 18 i do lat 20, w tym na turniejach mistrzostw świata juniorów do lat 18 w 2006, 2007 (Dywizja II), 2008 (Dywizja I), mistrzostw świata juniorów do lat 20 w 2007 (Dywizja II), 2008 (Dywizja I), 2009, 2010 (Dywizja II). W kadrze seniorskiej uczestniczył w turniejach mistrzostw świata w 2009, 2010, 2011, 2014, 2015, 2016, 2017, 2018, 2019, 2022.

## Sukcesy
Reprezentacyjne
- Mistrzostwa świata do lat 18 w 2007 Dywizja II: awans do Dywizji I
- Mistrzostwa Świata Juniorów w Hokeju na Lodzie 2010/II Dywizja#Grupa B: awans do Dywizji I Grupy A
- Mistrzostwa Świata w Hokeju na Lodzie 2018/I Dywizja#Grupa B: awans do Dywizji I Grupy A

Klubowe
- Złoty medal mistrzostw Litwy: 2008, 2011 z SC Energija

Indywidualne
- Mistrzostwa świata do lat 18 w hokeju na lodzie mężczyzn 2006/II Dywizja#Grupa B:
  - Trzecie miejsce w klasyfikacji strzelców turnieju: 6 goli[13]
  - Dziewiąte miejsce w klasyfikacji kanadyjskiej turnieju: 7 punktów[14]
- Mistrzostwa Świata Juniorów w Hokeju na Lodzie 2009/II Dywizja#Grupa A:
  - Piąte miejsce w klasyfikacji strzelców turnieju: 4 gole[15]
- Mistrzostwa Świata Juniorów w Hokeju na Lodzie 2010/II Dywizja#Grupa B:
  - Piąte miejsce w klasyfikacji asystentów turnieju: 6 asyst[16]
  - Najlepszy zawodnik reprezentacji na turnieju[17]
- Mistrzostwa Świata w Hokeju na Lodzie 2014/I Dywizja#Grupa B:
  - Drugie miejsce w klasyfikacji strzelców turnieju: 4 gole[18]
  - Szóste miejsce w klasyfikacji kanadyjskiej turnieju: 6 punktów[19]
  - Piąte miejsce w klasyfikacji +/- turnieju: +6[20]
- Mistrzostwa Świata w Hokeju na Lodzie 2016/I Dywizja#Grupa B:
  - Trzecie miejsce w klasyfikacji asystentów turnieju: 4 asysty[21]
- Mistrzostwa Świata w Hokeju na Lodzie 2017/I Dywizja#Grupa B:
  - Drugie miejsce w klasyfikacji asystentów turnieju: 5 asyst[22]
- Mistrzostwa Świata w Hokeju na Lodzie 2018/I Dywizja#Grupa B:
  - Pierwsze miejsce w klasyfikacji strzelców turnieju: 6 goli[23]
  - Drugie miejsce w klasyfikacji kanadyjskiej turnieju: 6 punktów[24]
  - Najlepszy napastnik turnieju[25]